# Международен еротичен филмов фестивал в Барселона
Международния еротичен филмов фестивал в Барселона е ежегоден порнографски филмов фестивал, провеждан в Барселона, Испания, по време на който се организира и церемония по връчване на награди за постижения в областта на порнографията.
Фестивалът е проведен за първи път през 1992 г.

## Награди на Международния еротичен филмов фестивал в Барселона

### Международни категории

#### Индивидуални награди

##### Най-добра актриса
| година | носителка              |  | година | носителка              |
| ------ | ---------------------- |  | ------ | ---------------------- |
| 1997   |                        |  | 1998   | Лор Сенклер · Франция  |
| 1999   | Стейси Валънтайн · САЩ |  | 2000   | Лаура Ейнджъл · Чехия  |
| 2001   | Софи Евънс · Унгария   |  | 2002   | Лаура Ейнджъл · Чехия  |
| 2003   | Беладона · САЩ         |  | 2004   | Кацуни · Франция       |
| 2005   | Кацуни · Франция       |  | 2006   | Миа Даймънд · Унгария  |
| 2007   | Кацуни · Франция       |  | 2008   | Нина Робертс · Франция |

##### Най-добра поддържаща актриса
| година | носителка                |  | година | носителка               |
| ------ | ------------------------ |  | ------ | ----------------------- |
| 1999   |                          |  | 2000   | Джулия Тейлър · Унгария |
| 2001   | Моника Суитхарт · Чехия  |  | 2002   | Рита Фалтояно · Унгария |
| 2003   | Мишел Уайлд · Унгария    |  | 2004   | Дора Вентер · Унгария   |
| 2005   | Шарка Блу · Чехия        |  | 2006   | Джули Силвър · Чехия    |
| 2007   | Ребека Линарес · Испания |  | 2008   | Тара Уайт · Чехия       |

##### Най-добра звезда
| година | носителка               |  | година | носителка                |
| ------ | ----------------------- |  | ------ | ------------------------ |
| 1997   | Линда Торен · Швеция    |  | 1998   |                          |
| 1999   |                         |  | 2000   | Карма · Словакия         |
| 2001   | Джесика Мей · Чехия     |  | 2002   | Кацуни · Франция         |
| 2003   | Кристина Бела · Унгария |  | 2004   | Анастасия Майо · Испания |
| 2005   | Ейнджъл Дарк · Словакия |  | 2006   | Мили Джей · Словакия     |
| 2007   | Дайвинити Лов · Чехия   |  | 2008   | Луси Теодорова · Чехия   |

##### Най-добра актриса (избор на публиката)
| година | носителка                      |  | година | носителка                |
| ------ | ------------------------------ |  | ------ | ------------------------ |
| 2001   | Тавалия Грифин · Нова Зеландия |  | 2002   | Овиди · Франция          |
| 2003   | Софи Евънс · Унгария           |  | 2004   | Силвия Сейнт · Чехия     |
| 2005   | Силвия Сейнт · Чехия           |  | 2006   | Джина Лин · Пуерто Рико  |
| 2007   | Лейди Мей · Филипини           |  | 2008   | Анастасия Майо · Испания |

##### Най-добър актьор
| година | носител              | година | носител               | година | носител                 |
| ------ | -------------------- | ------ | --------------------- | ------ | ----------------------- |
| 2000   | Начо Видал · Испания | 2001   | Начо Видал · Испания  | 2002   | Роко Сифреди · Италия   |
| 2003   | Начо Видал · Испания | 2004   | Рон Джереми · САЩ     | 2005   | Роберто Малоне · Италия |
| 2006   | Начо Видал · Испания | 2007   | Роко Сифреди · Италия | 2008   | Мик Блу · Австрия       |

#### Награди за изпълнение на сцени

##### Най-добра лесбийска сцена
- 2000: Силвия Сейнт, Ники Андерсън и Кейт Мор.
- 2004: Кацуни и Рита Фалтояно – „Las reinas de la noche“ (International film grup).[1]

##### Най-добра анална сцена
- 2004: Кацуни – „Slam It in Deeper“.[1]

##### Най-добра секс сцена
- 2004: Стейси Силвър – „4 Sisters“ (Interselección).[1]

##### Най-оригинална секс сцена
- 2006: Дуния Монтенегро, Салма Де Нора и Макс Кортес – „Кафе Диабло“.
- 2007: Адриана Никол, Беладона, Каролин Пиърс, Флауър Тъци, Джианна Майкълс, Джена Хейз, Джуъл Марсо, Лия Барън, Мари Лъв, Никол Шеридън, Саша Грей, Мелиса Лорен, Сандра Ромейн, Крис Чарминг, Кристиан ХХХ, Ерик Евърхард, Г-н Пийт, Марк Дейвис, Жан Валжан, Вуду, Роко Сифреди – „Безсрамни модерни момичета: Предизвикателството“.
- 2008: Кацуни, Мелиса Лорен, Начо Видал – „Безсрамни модерни момичета: Берлин“.

### Испания

#### Индивидуални награди

##### Най-добра звезда
| година | носителка                |
| ------ | ------------------------ |
| 2005   | Лусия Лапиедра · Испания |

##### Най-добра актриса
| година | носителка             |  | година | носителка                |
| ------ | --------------------- |  | ------ | ------------------------ |
| 2003   | Клаудия Клеър · Чехия |  | 2004   | Клаудия Клеър · Чехия    |
| 2005   | Клаудия Клеър · Чехия |  | 2006   | Лусия Лапиедра · Испания |
| 2007   | Моника Вера · Испания |  | 2008   | Салма де Нора · Испания  |

##### Най-добра поддържаща актриса
| година | носителка                   |  | година | носителка                   |
| ------ | --------------------------- |  | ------ | --------------------------- |
| 2003   | Бибиан Норай · Испания      |  | 2004   | Кармен · Испания            |
| 2005   | Дуния Монтенегро · Бразилия |  | 2006   |                             |
| 2007   | Дуния Монтенегро · Бразилия |  | 2008   | Дуния Монтенегро · Бразилия |

##### Най-добра нова актриса
| година | носителка            |  | година | носителка              |
| ------ | -------------------- |  | ------ | ---------------------- |
| 2007   | Сандра Джи · Испания |  | 2008   | Бианка Джеби · Испания |

### Специални награди
Ninfa награда за кариера: Софи Еванс
Специална награда на журито: Беладона, Роко Сифреди (2004)